# 頸多裂筋
頸多裂筋（けいたれつきん、英語: multifidus cervicis muscle）は、長背筋のうち、斜胸の深層に位置する筋肉である。多裂筋のうち、腰多裂筋と胸多裂筋、頸多裂筋の3部に分けられたものの一方である。全腰椎の乳頭突起及び副突起、第7～4頸椎の下関節突起を起始とし、斜側上方に向かって走り、軸椎以下のすべての椎骨の棘突起に付着する。
彎曲の伸展（背屈）とわずかの回旋を行う。